# Xiomara Scott
Xiomara Soledad Scott (1956-Caracas, Venezuela, 16 de julio de 2017) fue una enfermera venezolana asesinada durante las protestas en Venezuela de 2017.

## Biografía
Era enfermera licenciada de la Universidad Nacional Experimental Rómulo Gallegos.Trabajaba en el Hospital Dr. Miguel Pérez Carreño donde había llegado al cargo de supervisora.

## Asesinato
El 16 de julio de 2017, Xiomara se encontraba en la avenida Sucre en Catia para participar en la Consulta nacional de Venezuela de 2017 convocada por la oposición. Colectivos a bordo motos pasaron por el lugar y dispararon contra los votantes. Es herida y trasladada al hospital Ricardo Baquero González, donde fallece. Las autoridades informaron que los presuntos responsables eran integrantes del Colectivo La Piedrita liderado por Valentín Santana.
El asesinato de Xiomara Scott fue documentado en un reporte de un panel de expertos independientes de la Organización de los Estados Americanos, considerando que podía constituir un crimen de lesa humanidad cometidos en Venezuela junto con otros asesinatos durante las protestas.